# Mérinchal
Mérinchal este o comună în departamentul Creuse din centrul Franței. În 2009 avea o populație de 751 de locuitori.

## Evoluția populației
| An        | 1975  | 1982  | 1990 | 1999 | 2006 | 2009 |
| --------- | ----- | ----- | ---- | ---- | ---- | ---- |
| Populație | 1.159 | 1.032 | 907  | 821  | 762  | 751  |